# Assia-Kassel (famiglia)
Il casato di Assia-Kassel (Hessen-Kassel in tedesco), nacque quando, nel 1567, alla morte di Filippo, i territori dell'Assia vennero divisi tra i suoi quattro figli maschi nati dal primo matrimonio del Langravio con Cristina di Sassonia. Il maggiore, Guglielmo, ricevette la porzione attorno alla capitale, Kassel.
Gli altri tre fratelli, Luigi, Filippo e Giorgio, ottennero rispettivamente Marburgo, Rheinfels e Darmstadt.

## Elettori d'Assia-Kassel

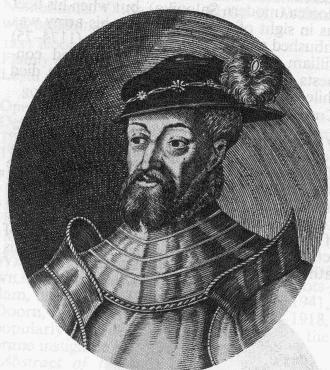
Guglielmo IV 
Sostenitore del Protestantesimo contro il Cattolicesimo, fu un abile amministratore, soprattutto nell'ambito finanziario, tanto che questa politica portò al risanamento le finanze dello stato.
Patrono delle arti e delle scienze, intrattenne sempre strette relazioni con molti dei suoi compagni di studi. Guglielmo fu un pioniere della ricerca astronomica e si impegnò molto nello studio di questa scienza. Egli chiamò a corte il famoso astronomo Tycho Brahe.
Guglielmo sposò a Marburgo, l'11 febbraio 1566, Sabina di Württemberg, figlia del Duca Cristoforo di Württemberg. La coppia ebbe undici figli, tra cui l'erede al trono Maurizio, che alla morte del padre, nel 1592, gli succederà al trono.
 Maurizio 

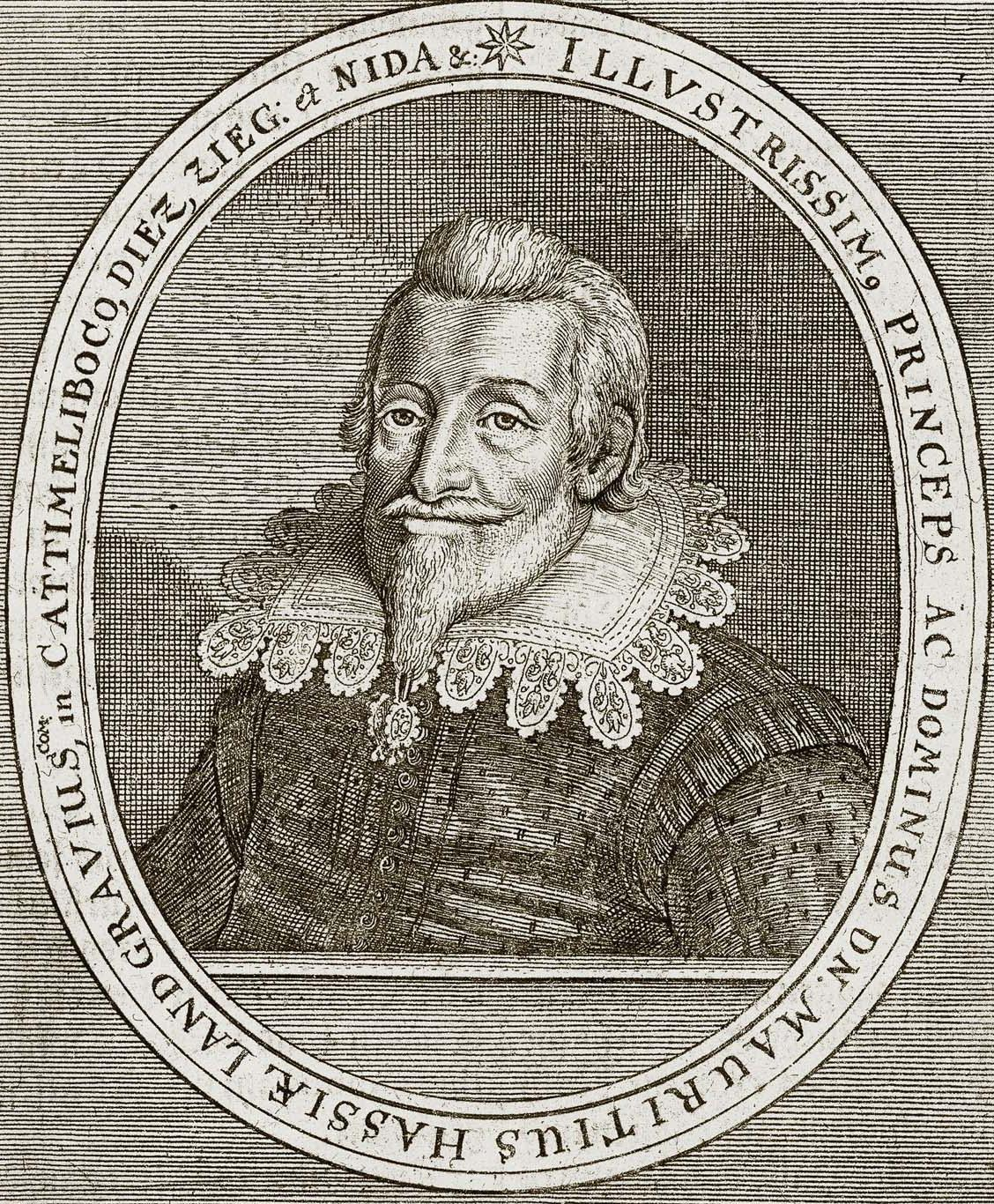
il Langravio Maurizio

Sebbene Maurizio fosse cresciuto con un'educazione religiosa luterana, egli si convertì al calvinismo nel 1605, e così fecero anche i suoi sudditi.
Maurizio tentò di introdurre il calvinismo anche nelle terre che ereditò dall'estinzione del ramo della famiglia regnante dell'Assia-Marburg. Per questi motivi, però, entrò in conflitto con il cugino Langravio d'Assia-Darmstadt.
Nel 1627 abdicò in favore del figlio Guglielmo V, avuto dalla prima moglie Agnese di Solms-Laubach, il quale ad ogni modo non ottenne il potere definitivo sino alla morte di Maurizio, avvenuta ad Eschwege nel 1632.
Quando rimase vedovo nel 1602, un anno dopo si risposò con Giuliana di Nassau-Dillenburg, dalla quale ebbe sette figli.
 Guglielmo V 
Visse in un periodo molto difficile del suo paese, che usciva distrutto e dissestato dalla Guerra dei Trent'anni (ove fu alleato del Re Gustavo II Adolfo di Svezia).
Alla fine della Guerra dei Trent'anni, alla firma della Pace di Praga (30 maggio 1635), Guglielmo V siglò anche un patto d'alleanza con la Francia il che provocò l'invasione dell'Assia-Kassel da parte delle truppe imperiali. Guglielmo V d'Assia-Kassel perdette parte dei propri domini e poté riacquistarli solo dopo il pagamento di 2,5 milioni di fiorini d'oro. Guglielmo V rimase comunque considerato come un nemico dell'Impero.
Guglielmo finì i propri giorni in esilio. Sua moglie, Amalia Elisabetta di Hanau-Münzenberg, si preoccupò della reggenza del Langraviato per il marito dal 1626 e poi per il figlio, alla morte di Guglielmo V nel 1637, sin quando il primogenito non raggiunse la maggiore età per governare.
Da Amalia Elisabetta di Hanau-Münzenberg ebbe dodici figli, tra cui l'erede al trono Guglielmo VI.
 Guglielmo VI 
Fu Langravio d'Assia-Kassel dal 1637 al 1663.
la madre di Guglielmo si rifiutò di accettare gli accordi stabiliti nel 1627. Questi stabilivano che l'erede dell'Assia-Marburg, a sua volta senza eredi, avrebbe ereditato il Langraviato d'Assia-Darmstadt, ma Amalia Elisabetta aveva in mente altri progetti e guidò l'Assia-Kessel nel 1645 nella cosiddetta "Hessenkrieg" (Guerra d'Assia), governando come Langravia in vece del figlio. La guerra ebbe inizio quando le truppe dell'Assia-Kassel assediarono la città di Marburg. Tre anni più tardi, nel 1648, la guerra terminò con la vittoria per l'Assia-Kassel, anche se i cittadini di Darmstadt ottennero molti benefici da questo scontro. I territori di Marburg passarono quindi ai langravi d'Assia-Kassel dopo che fu sciolto l'accordo precedente e ne venne stabilito uno nuovo. Guglielmo VI ebbe successo in quest'impresa, dove i suoi antenati avevano fallito più volte da quando il progetto era stato avanzato per la prima volta nel 1604, ponendo fine al Langraviato d'Assia-Marburg e annettendone i territori ai propri domini.
Dopo questi fatti Guglielmo si concentrò essenzialmente sulla promozione culturale nel proprio stato, fondando nuove università e strutture scolastiche.
Alla morte di Guglielmo VI, gli succedette il figlio Guglielmo VII, nato dal matrimonio con Edvige Sofia di Brandeburgo che fu reggente dal momento che questi non aveva ancora raggiunto l'età adulta.
 Guglielmo VII 
Prima di ottenere le funzioni effettive di governo, Guglielmo VII viaggiò per la Francia. Giunto a Parigi, ammalatosi gravemente, morì nella capitale francese il 21 novembre 1670, all'età di 19 anni.
Promesso in matrimonio ad Amelia di Curlandia, figlia di Giacomo Kettler, Duca di Curlandia, questa sposò Carlo, fratello di Guglielmo che fu il suo successore al governo.
 Carlo I 

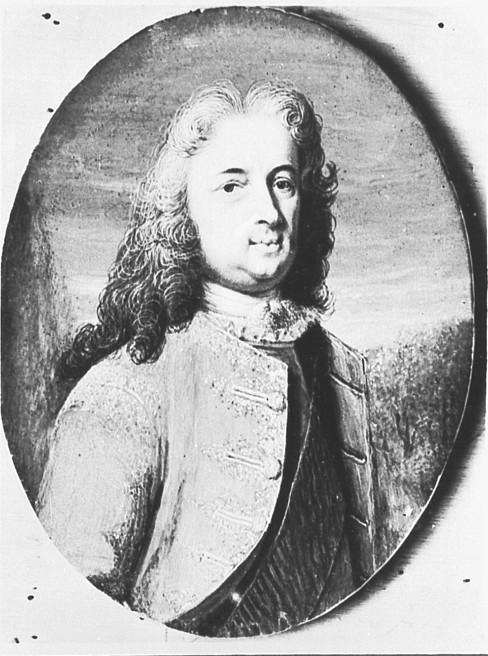
Carlo I d'Assia

Sotto il suo governo, Kassel si riprese velocemente dalle devastazioni subite nel corso della Guerra dei Trent'anni come del resto altri stati in Germania.
Fu sostenitore degli ugonotti, che accolse a Kassel alla revoca dell'Editto di Nantes nel 1685 in Francia.
Da Anna di Curlandia ebbe sei figli, tra cui Federico, che divenne anche re di Svezia, e Guglielmo, che succedette al fratello morto senza eredi legittimi.
 Federico I 

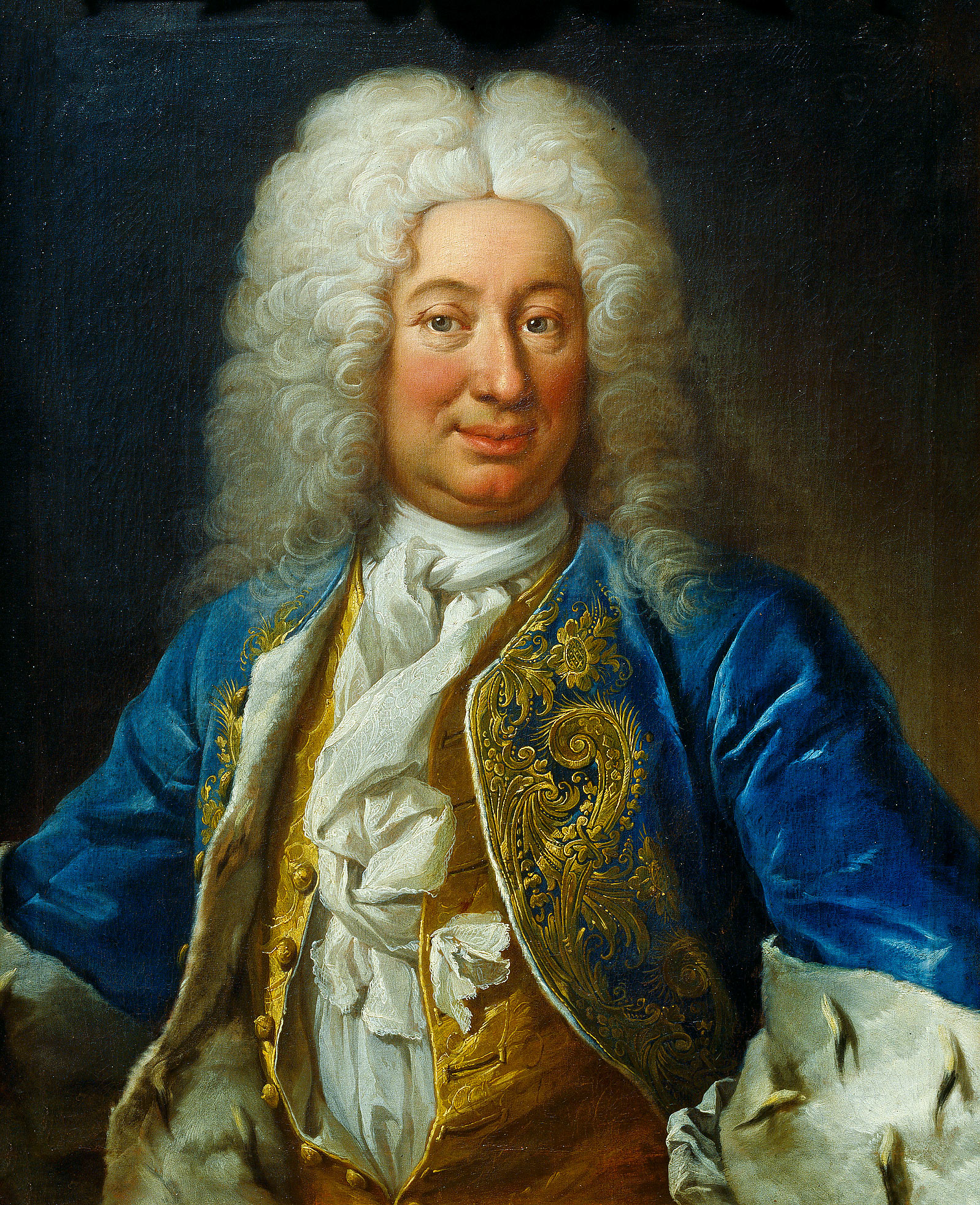
Federico d'Assia-Kassel. Fu contemporaneamente re di Svezia e langravio di Assia-Kassel

Divenne re di Svezia, all'abdicazione, nel 1720, della moglie Ulrica Eleonora di Svezia.
Federico diventò Landgravio d'Assia solo nel 1730, dieci anni dopo l'ascesa al trono di Svezia. Subito, nominò il fratello minore Guglielmo governatore dell'Assia.
Federico non ebbe successo in questa carica. Infatti si concentrò di più sulla Svezia ed a causa dei compromessi che dovette accettare per salire al trono svedese.
Federico I sposò la sua prima moglie, Luisa Dorotea Sofia di Prussia (1680 - 1705) il 31 maggio 1700. La seconda moglie, sposata nel 1715, fu la Regina Ulrica Eleonora di Svezia (1688 - 1741), figlia di Carlo XI di Svezia (1655 - 1697) e di Ulrica Eleonora di Danimarca (1656 - 1693).
Entrambi i matrimoni del Re non diedero eredi. Gli succedette il fratello Guglielmo VIII.

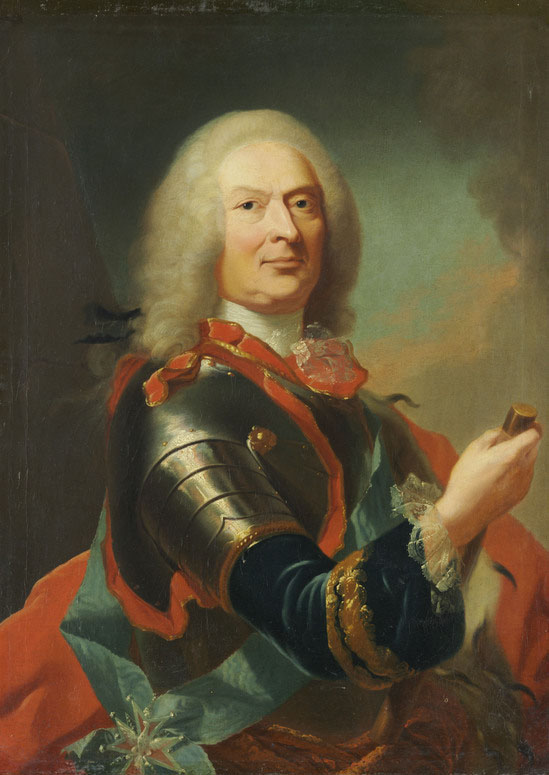
 Guglielmo VIII 
Divenne de facto il reggente dell'Assia-Kassel, in quanto il fratello Federico preferì occuparsi principalmente degli affari del Regno di Svezia, di cui era il monarca.
Egli divenne ufficialmente langravio alla morte di suo fratello, nel 1751, che aveva occupato il trono del padre pur mantenendo la corona svedese.
Durante la Guerra dei Sette anni, Guglielmo aderì all'alleanza stipulata tra Prussia e Gran Bretagna. L'Assia-Kassel divenne un'importante campo di battaglia e venne occupato dalla Francia ripetutamente.
Alla sua morte gli succedette l'unico figlio sopravvissutogli, Federico, convertitosi al cattolicesimo.
 Federico II 

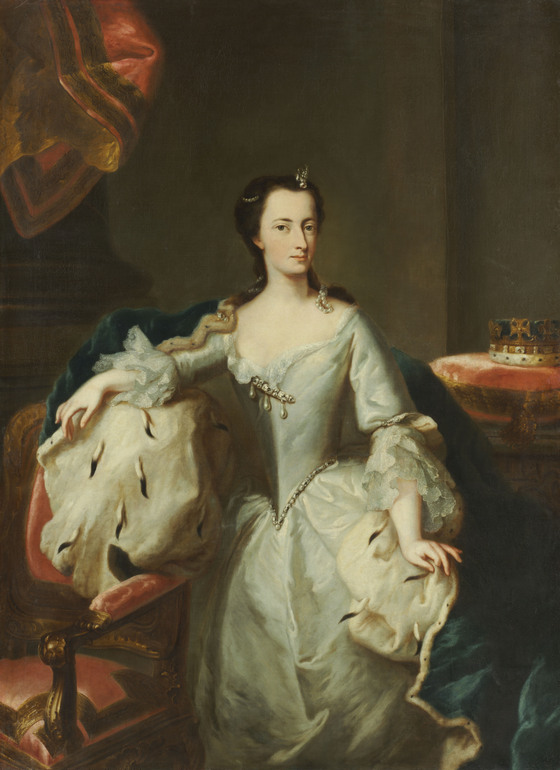
Maria di Hannover, moglie di Federico II

Federico nacque a Kassel in Assia, figlio di Guglielmo VIII d'Assia-Kassel e di sua moglie, la Principessa Dorotea Guglielmina di Sassonia-Zeitz.
Nel febbraio del 1749 Federico e suo padre si recarono in visita all'arcivescovo-elettore di Colonia, Clemente Augusto di Baviera, che fu lieto di accogliere Federico nel seno della religione cattolica nell'ambito della sua conversione al cattolicesimo.
Malgrado il fatto che fosse divenuto cattolico, l'Assia-Kassel rimase uno stato calvinista e i figli di Federico crebbero protestanti.
L'8 maggio 1740, per procura a Londra, e il 28 giugno 1740 di persona a Kassel, Federico sposò la Principessa Maria di Hannover, figlia del Re Giorgio II d'Inghilterra e di Carolina di Brandeburgo-Ansbach. La coppia ebbe quattro figli:
1. Guglielmo (nato e morto nel 1742),
2. Guglielmo (3 giugno 1743 – 27 febbraio 1821),
3. Carlo (19 dicembre 1744 – 17 agosto 1836),
4. Federico (11 settembre 1747 – 20 maggio 1837).

Il Langravio Federico II morì nel 1785 al Castello di Weißenstein, a Kassel, gli succedette il figlio Guglielmo IX.

## Elettori d'Assia

### Guglielmo IX o I

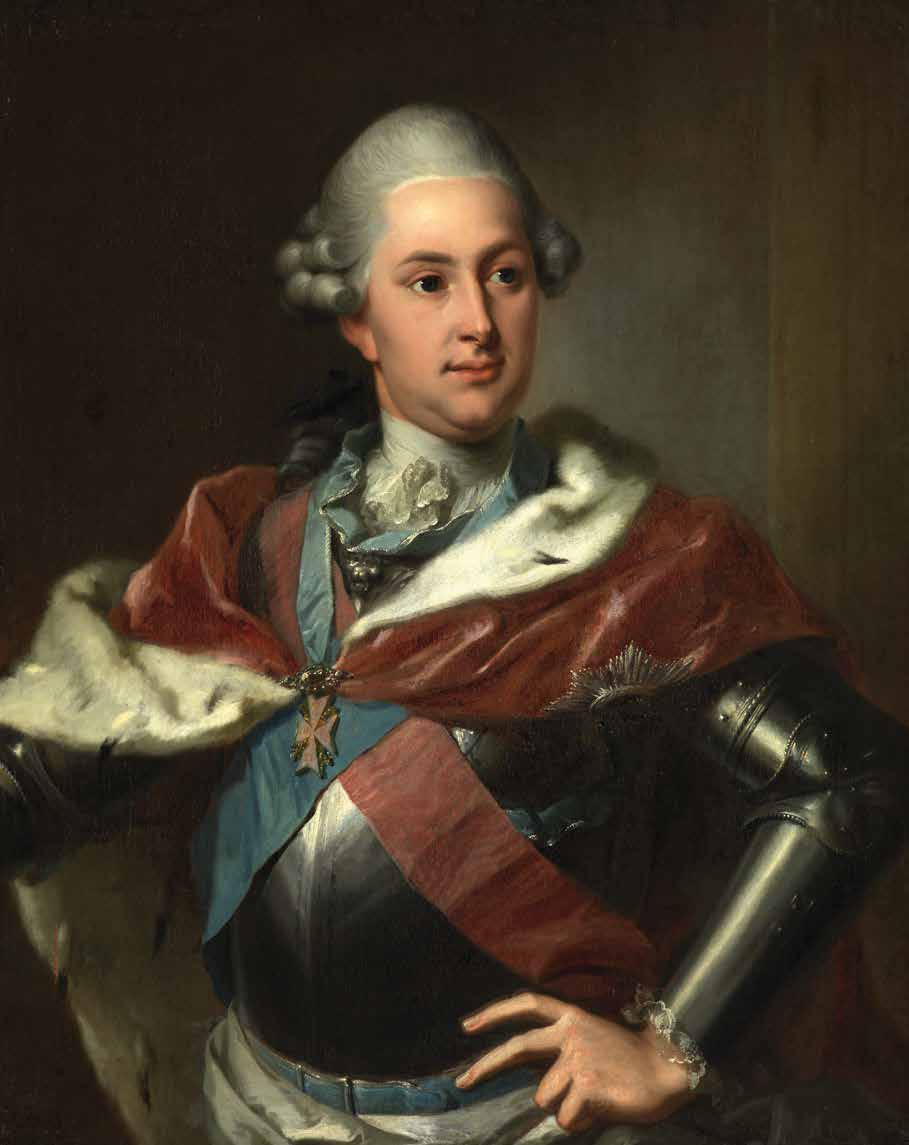
Guglielmo IX

Guglielmo, nel 1763 sposò la sua prima cugina, la Principessa Guglielmina Carolina di Danimarca e Norvegia (1747-1820), la seconda figlia del re Federico V di Danimarca e Norvegia e della regina Luisa di Hannover.
Guglielmo viene solitamente ricordato per aver preso parte agli accordi Mayer Amschel Rothschild prendendosi cura delle questioni pendenti circa le proprietà private e le tasse, concedendo la fondazione della Banca Rothschild, guidata dall'omonima famiglia, che però pur essendo stata designata a questo ruolo sin dal 1775, non venne riconosciuta sino al 1801.
Nel 1803 ottenne il titolo di Elettore d'Assia. Nel 1806 il suo elettorato venne annesso al Regno di Vestfalia, governata da Girolamo Bonaparte. Guglielmo fuggì in Danimarca con la propria famiglia e li visse in esilio sin quando i francesi non vennero cacciati dai confini della Germania. A seguito della sconfitta delle armate napoleoniche nella Battaglia di Lipsia, venne restaurato nel 1813, e governò sino alla sua morte nel 1821. Gli succedette il figlio Guglielmo, penultimo Elettore d'Assia.

### Guglielmo II

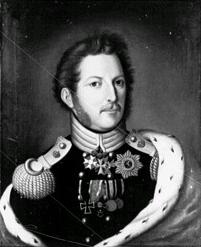
Guglielmo II

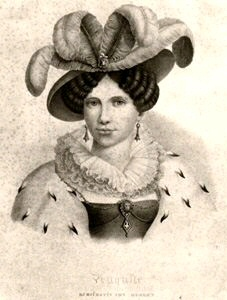
Augusta, moglie di Guglielmo II

Non appena salito al trono, Guglielmo II si applicò subito ad interventi di amministrazione, che riprese subito nelle proprie mani. Malgrado questo, perseguì una politica conservatrice, deludendo il ceto medio che si aspettava dalla sua persona un regime costituzionale.
La rivoluzione del 1830 scoppiò anche nell'Assia, con speciale veemenza. Guglielmo II si vide compromettere anche l'esistenza del proprio stato e come tale, il 5 gennaio 1831, decise di concedere una costituzione con un parlamento ad unica camera e la possibilità di elezione di un primo ministro rappresentante il parlamento, anche se i ministri dovevano essere eletti esclusivamente dal monarca.
Morì a Francoforte sul Meno il 20 novembre 1847.
Il 13 febbraio 1797 a Berlino, Guglielmo sposò la Principessa Augusta di Prussia, quarta figlia del Re Federico Guglielmo II di Prussia. La coppia ebbe sei figli, tra i quali l'erede elettore Federico Guglielmo.

### Federico Guglielmo
Ultimo Elettore d'Assia.
Nel 1831 a causa della malattia del padre diventa reggente dell'Assia Kassel.
Durante la Guerra austro-prussiana, si schierò a fianco dell'Austria. L'esercito prussiano, perciò, invase l'Assia-Kassel e catturò Federico Guglielmo, il quale venne portato come prigioniero a Stettino. Con i trattati con la Prussia Federico riottenne i propri territori, ma perse ogni diritto dinastico sul territorio dell'Assia-Kassel, che venne incorporato alla Prussia.
Successivamente alla guerra si trasferì in Boemia, dove iniziò a cospirare ai danni della Prussia. I suoi piani vennero scoperti e nel 1869 venne espropriato delle sue proprietà personali. Morì a Praga il 6 gennaio 1875.
Nel 1831 sposò morganaticamente Gertrude Lehmann, dalla quale ebbe 9 figli.

## Altri importanti esponenti della dinastia

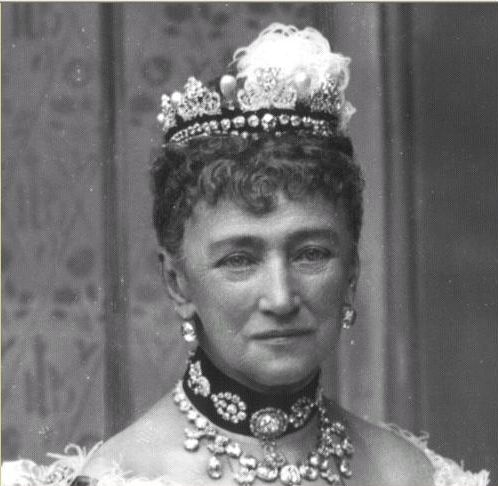
Luisa d'Assia-Kassel, regina di Danimarca

- Augusta di Assia-Kassel, nonna della regina Mary d'Inghilterra.
- Federico Carlo d'Assia-Kassel, nominato re di Finlandia nel 1918.
- Filippo d'Assia, fu il marito di Mafalda di Savoia.
- Luisa d'Assia-Kassel, Sposò il 26 maggio 1842 al Castello di Amalienborg suo cugino Cristiano IX, della casa degli Schleswig-Holstein-Sonderburg-Glücksburg. Dalla coppia sono nati sei figli, che s'imparentarono con le maggiori case reali d'Europa, facendo di Luisa e Cristiano i cosiddetti Suoceri d'Europa, ed oggi antenati di molte teste coronate del Vecchio Continente.
- Cristoforo d'Assia-Kassel, figlio di Federico Carlo d'Assia-Kassel, nominato re di Finlandia nel 1918.